# Рудня (Шосткинський район)
Ру́дня — село в Україні, у Середино-Будській міській громаді Шосткинського району Сумської області. Населення становить 278 осіб. До 2020 орган місцевого самоврядування — Жихівська сільська рада.

## Географія
Село Рудня знаходиться на лівому березі річки Свига, вище за течією на відстані 3,5 км розташоване село Жихове, нижче за течією на відстані 3,5 км розташоване село Уралове.

## Назва
Свою назву Рудня запозичила від назви невеликого підприємства з виплавки заліза — рудні, поблизу якої її поселили ченці Новгород-Сіверського Спасо-Преображенського монастиря. У документах різних років вона згадується під різними назвами: Рудня, Чернеча Рудня Рудня-Чернецька.

## Символіка
На землі зображена піч для виплавки металу, що вказує на назву населеного пункту (герб є промовистим). Дві кирки та білка між ними з прихованим жолудем у хвості вказує на видобуток корисних копалин (руд) у минулому в районі села.

## Історія
За твердженням А. М. Лазаревського, Рудня була «поселена Спаським ченцями не раніше кінця XVII століття». На доказ цього він посилався на грамоту царя Олексія Михайловича від 3 вересня 1667, в якій Рудня не згадувалася.
Не згадувалася Рудня і в універсалі гетьмана Івана Самойловича від 21 серпня 1673 р. про затвердження розділу володінь Чернігівської архієпископії. У зв'язку з цим можна припустити, що вона була поселена після зазначеної дати і перша згадка про неї датується вереснем 1702 р.
З дня свого заснування Рудня перебувала у володінні Новгород-Сіверського Спасо-Преображенського монастиря, який в 1723 році володів в ній 14 дворами і 30 хатами, в 1765—1768 рр.- 20 дворами і 6 бездворовими хатами, а в 1779—1781 рр.- 30 дворами, 40 хатами і 7 бездворовими хатами, одним приїжджим монастирським двором з 4 хатами, млином на річці Свига і винокурнею. На момент опису Новгород-Сіверського намісництва 1779—1781 рр. в селі проживало 49 обивателів зі своїми сім'ями, які займалися вирощуванням конопель і винним промислом. Коноплі вони продавали в монастирську економію, а горілку відвозили для продажу в Севськ, Орел і Кроми.
На підставі іменного указу Катерини ІІ від 10 квітня 1786 «Про штат Київської, Чернігівської та Новгород-Сіверської єпархій» Рудня була вилучена у Спасо-Преображенського монастиря та передана в казенне відомство. З вказаного часу її жителі мали статус державних селян і платили грошовий податок державі.
У пореформений час в селі працювали 4 вітряні і 1 водяний млини, 1 заїжджий двір, 1 крамниця, 1 сукновальня, 1 торгово-промислове підприємство з продажу прядива і конопель, 1 магазин з продажу бакалійних товарів Залмана Єселєва (1900) та ряд інших невеликих промислових і торгових підприємств.
У 1883 році у Рудні була відкрита медична дільниця з виїзними пунктами у селах Протопопівка, Білоусівка, Чернацьке, Кам'янка (Середино-Будський район), Хильчичі, Очкине і Вовні та лікарнею на 20 ліжок. На дільниці працював один лікар і два фельдшери, які обслуговували 42 000 жителів.
У 1764 році в селі була зведена дерев'яна Богоявленська церква, в якій зберігалася чудотворна ікона Смоленської Божої Матері. У 1864 році церква була оновлена, а 17 січня 1876 включена до складу Олтар- Рудновсько- Жихівського приходу, настоятелем якого в 1879 році був священик Покровської церкви села Олтар Василь Пиневич, а помічником настоятеля — священик Михайлівської церкви села Жихове Василь Андрієвський.
Покровська церква проіснувала до початку 30-х років ХХ століття, після чого її зруйнували. У різний час у ній служили О. Померанцев (? — 1895 — ?), Василь Кончаловський (? — 1900 — ?) та інші священики.
З 1894 року в селі функціонувала школа грамоти, яка перебувала в найманому приміщенні і займала в ньому одну кімнату, а з вересня 1900 — земська школа. Незважаючи на це, відсоток грамотності серед Руднянському жителів був одним з найнижчих в Дмитрівській волості і на початок 1897 р. становив усього 3,7 %.
12 червня 2020 року, відповідно до Розпорядження Кабінету Міністрів України № 723-р «Про визначення адміністративних центрів та затвердження територій територіальних громад Сумської області» увійшло до складу Середино-Будської міської громади.
19 липня 2020 року,  в результаті адміністративно-територіальної реформи та ліквідації Середино-Будського району, село увійшло до Шосткинського району.

## Населення
Згідно з переписом УРСР 1989 року чисельність наявного населення села становила 385 осіб, з яких 158 чоловіків та 227 жінок.
За переписом населення України 2001 року в селі мешкали 274 особи.

### Мова
Розподіл населення за рідною мовою за даними перепису 2001 року:
| Мова       | Відсоток |
| ---------- | -------- |
| українська | 57,55 %  |
| російська  | 42,09 %  |
| молдовська | 0,36 %   |